# Ricardo García García
Ricardo García García (Lima, 13 de marzo de 1955)es un presbítero católico peruano. Obispo-Prelado de Yauyos (desde 2004). Está incardinado en la Prelatura del Opus Dei.

## Biografía
Nació en Lima en 1955. Hijo del arquitecto Julio García-Baudouin y de Leonor García Quiñones. El matrimonio tuvo ocho hijos, siendo Ricardo el segundo de los hijos.
Realizó sus estudios elementales en el colegio Champagnat de los Hermanos Maristas en el distrito limeño de Miraflores (1960-1971). Tras completar sus estudios de ingeniería industrial en la Universidad de Piura (1972-1978), realizó los estudios de Teología y Filosofía en la Universidad Pontificia de la Santa Cruz (Roma, 1981-1983). El papa Juan Pablo II le ordenó sacerdote el 12 de junio de 1983 en el Vaticano, quedando incardinado en la Prelatura Opus Dei, institución a la que pertenece desde el 20 de septiembre de 1974.
En 1985 obtuvo el doctorado en Teología por la Universidad de Navarra. Realizó su labor pastoral con universitarios y escolares en Lima, Piura y Arequipa y su labor docente como profesor de Teología Moral en la Universidad de Piura y en el Studium Generale del Opus Dei. También predicó retiros a sacerdotes en varias diócesis del Centro y Sur Andino. Colaboró en la dirección espiritual del Seminario San Jerónimo (Arequipa, 2000-2005).
El 12 de octubre de 2004 fue nombrado Prelado de Yauyos por el Papa Juan Pablo II. Ordenado obispo el 4 de diciembre de 2004, tomó de posesión canónica el 4 de diciembre del 2005 en el Santuario Madre del Amor Hermoso (Cañete). Es Presidente de la comisión Episcopal para la Educación, Cultura y Bienes Culturales, de la Conferencia Episcopal de Perú (enero de 2022).